# Wind Pioneer
Wind Pioneer — судно для обслуговування вітрових турбін, яке використовується данською компанією Ziton. Перше судно такого призначення спеціальної побудови.
Активний розвиток вітрової енергетики викликав потребу в спеціалізованих суднах для обслуговування вже встановлених вітрових турбін, оскільки відволікання на подібні операції потужних будівельних суден підвищувало витрати та впливало на оперативність реагування. Данська компанія Ziton спершу використовувала для таких завдань морське будівельне судно Wind, а в 2010 році отримала від південнокорейської верфі компанії Hyundai Engineering&Steel в Сосані спеціально споруджене самопідіймальне судно Wind Pioneer.
Опори судна забезпечують виконання робіт в районах з глибинами до 34 метрів. Для виконання завдань воно обладнане краном вантажопідйомністю 232 тони та максимальною висотою підйому 78 метрів. Робоча палуба має площу 530 м2 та розрахована на розміщення до 650 тон вантажу з максимальним навантаженням 7,5 тон/м2.
Операцій з підйому/спуску можуть здійснюватись при висоті хвиль до 2,5 метра та швидкості вітру до 14 м/сек. Такі ж умови є максимальними для виконання кранових операцій. В той же час, Wind Pioneer може знаходитись у піднятому стані при висоті хвиль 7,5 метрів та швидкості вітру до 36 м/сек (при роботі в районі з глибиною 15 метрів). Судно несамохідне та доставляється на місце виконання робіт шляхом буксирування, а точність встановлення забезпечується системою динамічного позиціювання DP1.
Окрім екіпажу, на борту може розміститись ще 22 особи, необхідні для проведення робіт. Запаси дозволяють виконувати завдання протягом 30 діб.